# جيرار هيرنانديز
جيرار هيرنانديز (بالفرنسية: Gérard Hernandez)‏
```
هو 
ممثل
 
إسباني
 
وفرنسي
، ولد في 
20 يناير
 
1933
 في 
بلد الوليد
 في 
إسبانيا
.
[
2
]
```

## أعمال

### أفلام
- (1977) بوبي ديرفيلد

## وصلات خارجية
- جيرار هيرنانديز على موقع IMDb (الإنجليزية)
- جيرار هيرنانديز على موقع ميتاكريتيك (الإنجليزية)
- جيرار هيرنانديز على موقع ألو سيني (الفرنسية)
- جيرار هيرنانديز على موقع ميوزك برينز (الإنجليزية)
- جيرار هيرنانديز على موقع أول موفي (الإنجليزية)
- جيرار هيرنانديز على موقع قاعدة بيانات الأفلام السويدية (السويدية)
- جيرار هيرنانديز على موقع ديسكوغز (الإنجليزية)
- جيرار هيرنانديز على موقع قاعدة بيانات الفيلم (الإنجليزية)
- جيرار هيرنانديز على موقع كينوبويسك (الروسية)